# Козьма Пражский
Козьма (Косма) Пражский (лат. Cosmas Pragensis, чеш. Kosmas; около 1045 — 21 октября 1125, Прага) — чешский священник и дипломат, декан пражского собора Святого Вита, первый известный хронист и основоположник историографии Чешского государства.

## Биография

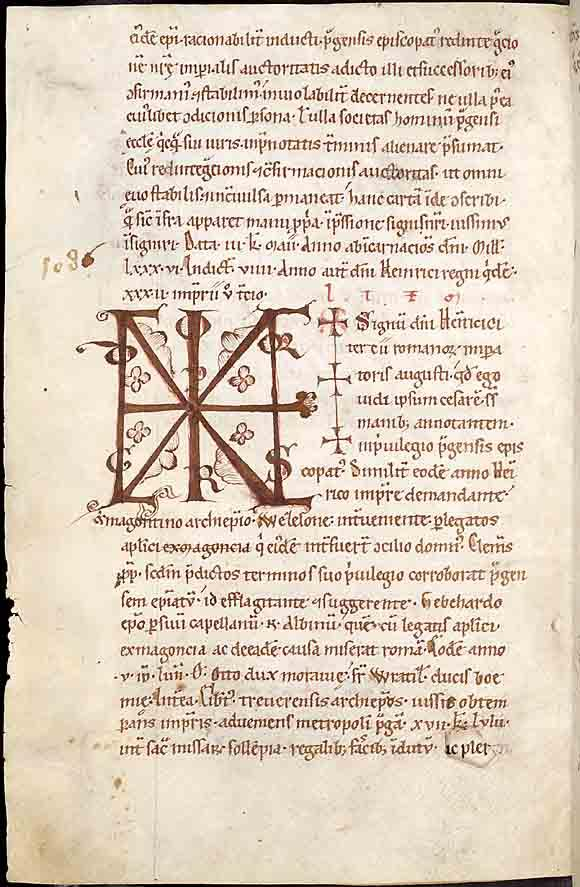
Лист Будишинской рукописи «Чешской хроники» Козьмы Пражского со знаком императора Генриха IV, сер. XII в.

Происходил из рыцарского рода; его прадед, по его собственным словам, в годы разрухи в королевстве Польском уведён был оттуда в плен в Чехию князем Бржетиславом I и осел в Праге или её окрестностях, поступив к последнему на службу. Версия о польских корнях хрониста, однако, оспаривалась уже в XIX веке его издателями Йозефом Эмлером и Вацлавом Томеком, заметившими, что употреблённый им в отношении своего предка термин «прародитель» (лат. attavus) мог означать просто пожилого наставника духовного звания и, сверх того, встречается всего в двух рукописях его труда.
В ранней молодости Козьма, получив начальное образование в Праге, по-видимому, отправился в Париж, где познакомился с античными классиками, а с 1075 года изучал грамматику и диалектику у мастера Франка Кёльнского (1058—1080), преподававшего в школе при кафедральном соборе Святого Ламберта в Льеже, благодаря чему приобрёл изысканный литературный слог.
По возвращении на родину сумел завоевать благосклонность епископа Пражского Яромира (Гебхарда) (1067—1090), одного из сыновей Бржетислава, возможно, став его секретарём. Поддерживал епископа Яромира в борьбе с богослужением на славянском языке, сторонником которого выступал старший брат последнего князь Вратислав II (1061—1092), ставший в 1085 году первым королём Чехии, но из-за конфликта с пражским духовенством перенёсший свою резиденцию в Вышеград и основавший там независимый католический капитул Св. Петра и Павла.
Около 1086 года в свите германского императора Генриха IV Козьма посетил Германию, в 1092 году Мантую в Италии, затем в 1094 году отправился в Майнц, а в конце 1090-х годов — в Венгрию. 11 июня 1099 года рукоположён был в священники в венгерской столице Эстергоме, по возвращении в Прагу став членом местного соборного капитула. В 1110 году получил должность декана пражского собора Св. Вита, которую, по-видимому, занимал вплоть до самой своей смерти, наступившей 21 октября 1125 года.
Подобно многим представителям современного ему чешского духовенства, Козьма не соблюдал целибат и был женат на некой Божетеше (ум. 1117), от которой имел, как минимум, одну дочь и одного сына — Йиндржиха Здика, бывшего в 1126—1150 годах епископом Ольмюцким.

## Хроника

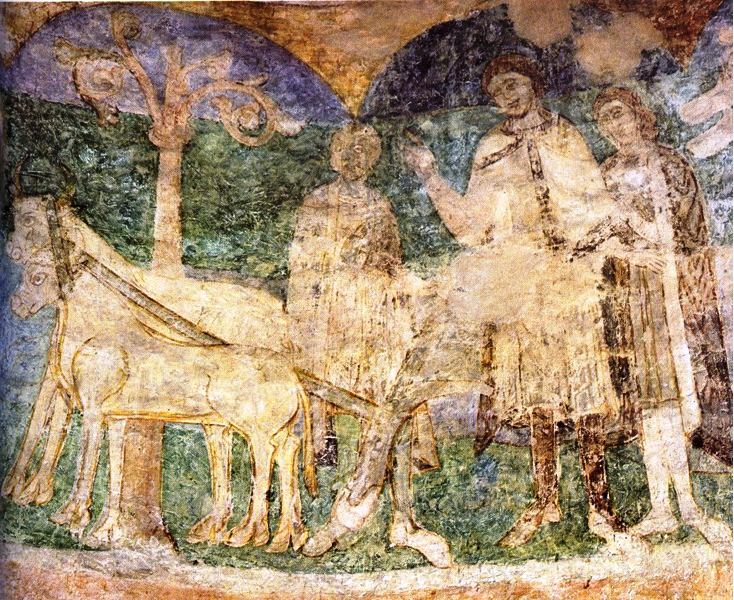
Фреска с изображением Пржемысла Пахаря. Ротонда Святой Екатерины в Зноймо, 1130-е гг.

«Чешская хроника» (лат. Chronica Boëmorum) Козьмы Пражского была начата им около 1119 года и состоит из трёх книг, излагающих события с сотворения мира до 1125 года. Она содержит богатый и разнообразный материал и является ценным источником по истории Чехии.
Книга первая, помимо хроники Регино Прюмского (нач. X в.), основана главным образом на устных преданиях и содержит немало мифов, включая рассказ о праотце Чехе, легендарном князе Кроке, его дочери Либуше и зяте Пржмысле Пахаре, основавшем династию чешских правителей, а также описание правления первого исторического князя и крестителя Чехии Борживоя I (872—894) и его ближайших потомков, включая внука Вацлава Святого (924—936). Пространно и образно излагая начала чешской государственности, Козьма выступает ещё не столько историком, сколько писателем и поэтом, допуская не только массу неточностей и домыслов, но и нередко вкладывая в уста описываемых персонажей целиком вымышленные речи.
Книга вторая, материалом для которой послужили, в числе прочего, древние пражские анналы, охватывает 1038—1092 годы и наиболее подробно описывает деяния князя-полководца Бржетислава I (1034—1055) и первого чешского короля Вратислава I (1061—1092). Используя не слишком надёжные источники, Козьма допустил в ней ряд ошибок, в частности, назвав отцом супруги Бржетислава княгини Йитки Бабенбергской её старшего брата Оттона, герцога Швабии. Книга третья, описывающая на основании личных воспоминаний автора и доступных ему документов современные ему события 1092—1125 годов, является наиболее ценной для историков. Она открывается рассказом о безвременье, наступившем в Чехии после смерти короля Вратислава, недолгого правления его брата Конрада I и тирании старшего сына Бржетислава II (1092—1100), открывшего гонения на евреев, ведьм, чешских язычников и славянскую церковную службу. Кратко описав правление среднего сына Вратислава Борживоя II (1100—1107) и его преемника Святополка, Козьма переходит к восстановительной политике третьего сына Вратислава князя Владислава I (1109—1117, 1120—1125), сумевшего укрепить государство, защитить церковь и прекратить все смуты в стране.
Позднейшие продолжатели хроники Козьмы довели изложение событий чешской истории до 1283 года.
«Чешская хроника» Козьмы Пражского, пропагандировавшая идею добровольной передачи народом власти Пржемыслу и его венценосным потомкам, пользовалась широкой известностью в кругу образованных чешских феодалов XII столетия. Так, князь Зноемский Конрад II распорядился расписать по её мотивам ротонду в своём замке фресками с портретами Пржемысловичей.

## Рукописи и издания
Исторический труд Козьмы, наряду с «Повестью временных лет» Нестора Летописца и «Хроникой и деяниями князей или правителей польских» Галла Анонима, имеет фундаментальное значение для славянской культуры. Сохранилось не менее 17 его рукописей, датированных XII—XVII веками и находящихся ныне в собраниях библиотеки Национального музея в Праге, Архива Пражского града, Австрийской национальной библиотеки в Вене, Баварской государственной библиотеки в Мюнхене, Саксонской земельной библиотеки в Дрездене, Земельной библиотеки Бадена в Карлсруэ, библиотеки Альбертина Лейпцигского университета, Национальной и университетской библиотеки Страсбурга и др.
Впервые хроника была напечатана в 1602 году в Ганновере немецким историком и юристом Марквардом Фреером, издавшим её по Страсбургской рукописи XIII века не полностью, с изложением событий до 1086 года. В переизданиях 1607 и 1620 годов Фреер опубликовал все три её книги, опираясь на более исправный Стокгольмский список. В 1728 году хронику выпустил в Лейпциге учёный-энциклопедист Иоганн Буркхардт Менке под редакцией профессора Кристиана Готлиба Шварца, включив её в первый том «Scriptores rerum Germanicarum», а в 1783 году издали чешские филологи Франтишек Пельцль и Йозеф Добровский, использовавшие уже шесть её рукописей.
Критическое издание хроники уже по 13 спискам подготовил в 1851 году немецкий историк и педагог Рудольф Кёпке, включивший её в IX том «Памятников германской истории». В 1854 году хронику опубликовал в 166 томе «Patrologia Latina», с разночтениями по нескольким рукописям, но и немалым количеством ошибок, учёный французский аббат Жак Поль Минь, а в 1874 году выпустили в Праге во втором томе «Источников истории Чехии» (лат. Fontes rerum Bohemicarum) вышеназванные Й. Эмлер и В. Томек. Заново выверенное по новым спискам издание её подготовлено было в 1923 году моравским историком-архивистом Бертольдом Бретхольцем для новой серии Monumenta Germaniae Historica. Оно послужило источником для первого полного русского перевода хроники, осуществлённого в 1962 году научным сотрудником Института славяноведения АН СССР Генрихом Эдуардовичем Санчуком.

## Публикации
- Козьма Пражский. Чешская хроника / Пер. и комм. Г. Э. Санчука. — М.: Издательство АН СССР, 1962. — 296 с. — (Памятники средневековой истории народов Центральной и Восточной Европы).
- Козьма Пражский. Чешская хроника // Козьма Пражский, Галл Аноним. Чешская хроника. Хроника и деяния князей, или правителей польских / Под ред. А. И. Цепкова. — Рязань: Александрия, 2009. — С. 9—248. — (Источники истории). — ISBN 978-5-94460-082-0.
- Козьма Пражский и продолжатели. Чешские хроники / Пер. с лат. и комм. Г. Э. Санчука, И. В. Дьяконова. — М.: Русская панорама, 2021. — 544. — (MEDIÆVALIA: средневековые литературные памятники и источники). — ISBN 978-5-93165-467-6.
- Cosmae chronicon Boemorum cum continuatoribus. Kosmův letopis český s pokračovateli. Příprava vydání Josef Emler; překlad Václav Vladivoj Tomek // Fontes rerum Bohemicarum. — Dil II. — Praha: Museum království Českého, 1874. — S. 1—370.
- Die Chronik der Böhmen des Cosmos von Prag. Hrsg. von Berthold Bretholz // Monumenta Germaniae Historica. — Тomus II. — Berlin, 1923. — (Scriptores rerum Germanicarum. Nova series). — xcviii, 296 p.
- Kosmas. Kronika Čechů. Překlad přeložili Karel Hrdina, Marie Bláhová, Magdalena Moravová. — 8 vyd. — Praha: Argo, 2011. — 285 s. — ISBN 978-80-257-0465-3.